# Benin hadereje
Benin hadereje a szárazföldi erőkből és a légierőből áll.

## Fegyveres erők létszáma
- Aktív: 4500 fő

## Szárazföldi erők
Létszám
4350 fő
Állomány
- 3 gyalogos század
- 1 ejtőernyős század
- 1 műszaki század
- 1 páncélos század
- 1 tüzér osztály

Felszerelés
- 20 db közepes harckocsi
- 15 db páncélozott harcjármű
- 16 db vontatásos tüzérségi löveg

## Légierő
Létszám
150 fő
Felszerelés
- 10 db szállító repülőgép
- 3 db helikopter